# Сербская гвардия
Се́рбская гва́рдия (серб. Српска гарда) — добровольное паравоенное формирование, существовавшее во время войны в Хорватии. Являлась боевым крылом Сербского движения обновления, около 80 процентов участников гвардии состояли в СДО. Была сформирована 4 июня 1991 года Вуком Драшковичем и его женой Даницей.
Тренировочный лагерь гвардии располагался на берегу Борского озера в Сербии. Гвардия участвовала в боях за Госпич. Некоторые бойцы впоследствии принимали участие в Боснийской войне. Первым командиром формирования был криминальный авторитет Джордже «Гишка» Божович, погибший во время неудачного штурма Госпича 15 сентября 1991 года. Некоторые источники утверждают, что Божович стал жертвой огня по своим, явившимся следствием заговора в руководстве Республики Сербская Краина. Ранее, в августе 1991 года, в Белграде был убит спонсор Гвардии — предприниматель (в прошлом гангстер) Бранислав «Бели» Матич.
Приговорённый Международным трибуналом по бывшей Югославии к 22 годам тюремного заключения за преступления, совершённые в ходе Косовской войны, генерал-полковник Небойша Павкович незадолго до начала рассмотрения его дела в Гааге заявлял, что вместо него, просто выполнявшего приказы командования, перед судом должен предстать Вук Драшкович за создание никому не подчинявшейся Гвардии.